# Raid du Pont-de-Buis
Chouannerie
Batailles
Le raid du Pont-de-Buis est mené du 12 au 19 juin 1795 pendant la chouannerie. Lors de cette opération, une troupe de chouans rassemblés à Guern, dans le Morbihan, se rend maître pendant quelques heures de la poudrerie de Pont-de-Buis-lès-Quimerch et rafle une grande quantité de poudre à canon.

## Prélude
En octobre 1794, après leur évasion de la prison de Brest, Georges Cadoudal, Pierre-Mathurin Mercier et Jean-Baptiste d'Allègre de Saint-Tronc, traversent Pont-de-Buis alors qu'ils s'en retournent vers le pays d'Auray, dans le Morbihan. Les trois hommes remarquent alors lors de leur passage la présence d'un important dépôt de poudre dans cette commune. 
Dans les mois qui suivent, la Chouannerie se développe dans le Morbihan, tandis que le Finistère reste relativement calme. Cependant, le Comité royaliste du Morbihan garde en mémoire l'existence d'une poudrerie à Pont-de-Buis. En juin 1795, Jean Jan, le chef des chouans du pays de Melrand, décide de tenter une expédition afin d'y rafler toute la poudre entreposée. 

## Le raid
Le 10 juin, 300 chouans se rassemblent discrètement à Guern. Ces derniers viennent des environs de Baud, Guern, Pluméliau, Guénin et même de Bignan, Moustoir-Ac, Plumelin et Locminé. La plupart, selon le témoignage du recteur de Landeleau, portent le costume de Baud. Le commandement de l'expédition est confié à Paul de Lantivy-Kerveno, qui est secondé par Leissègues. On compte aussi parmi les chefs Videlo, dit « La Couronne » ou « Tancrède », chef des Chouans de Bubry. L'abbé Guillo est également présent en tant que guide. 
Le 12 juin, les chouans, désormais au nombre de 400 à 500, se mettent en mouvement. La marche à travers le Morbihan se fait sans difficulté, le département étant presque entièrement aux mains des insurgés, à l'exception des villes. Près de Guémené-sur-Scorff, une centaine d'hommes menés par Pierre du Chélas rejoignent la colonne. Le 16 juin, à Roudouallec, les chouans engagent comme guide une aventurière nommée Louise Le Garrec, originaire de Landévennec, et lui donnent des habits d'homme.
Après être entrés dans le Finistère, les chouans avancent plus prudemment : cent hommes sont placés à l'avant-garde et des détachements sont disposés sur les flancs. Cependant les régions proches du Morbihan leur sont encore favorables. Ils sont ainsi rejoints à Leuhan par d'autres insurgés menés par Keroulas de Trefry et Kersalaun. Ils gagnent ensuite Trégourez, qui est fouillée, puis Landrévarzec, où les habitants leur donnent du pain et des crêpes. À Edern, un instituteur soupçonneux, nommé Le Prédour, est sabré par Kersalaun, puis achevé d'un coup de fusil. À Briec, où les chouans s'arrêtent une nuit, le prêtre constitutionnel Goraguer est massacré dans la cour de son presbytère. Le lendemain, à Gouézec, autre prêtre jureur, l'abbé David, est tué par Kersalaun. Plus tard dans la journée, le prêtre constitutionnel Guillou et un instituteur sont capturés à Saint-Ségal. Le premier est fusillé, mais le second est gracié. L'arbre de la liberté de Saint-Ségal est coupé et quelques maisons sont pillées.

## Rafle de la poudre
Le 17 juin, après une marche de 130 kilomètres, les chouans atteignent Pont-de-Buis. À une heure de l'après-midi, 200 hommes forcent les portes de la poudrerie. Celle-ci n'est gardée que par 9 à 14 vétérans invalides qui n'opposent aucune résistance et sont désarmés,. Les chouans trouvent une telle quantité de poudre qu'ils ne peuvent tout prendre : les trois quarts sont jetés dans la rivière et huit barriques sont placées sur des charrettes prises à Saint-Ségal. L'opération est effectuée en trois heures, puis les chouans repartent avec leur butin.

## Le retour
Au retour, les Chouans prennent une route différente de celle empruntée à l'aller. Afin de tromper les troupes républicaines lancées à leur poursuite, ils passent par Le Cloître-Pleyben et couchent le soir à Plonévez-du-Faou. Le premier bataillon républicain de la 67e demi-brigade arrive ensuite à Pleyben, mais son commandant, Colomb, renonce à continuer la poursuite et gagne Briec où il a reçu l'ordre de se rendre. Le 18 juin, les chouans sont à Landeleau où ils capturent le prêtre constitutionnel Le Bris, mais celui-ci est cependant gracié à la suite de l'intervention du prêtre réfractaire de Saint-Hernin. 
Les troupes républicaines se réunissent à Carhaix et lancent leurs colonnes vers Le Faouët et Gourin. Cependant les chouans contournent toute cette région par le nord en passant par les Côtes-d'Armor. Ils traversent Motreff, Plérin, Glomel et Mellionnec où une partie des troupes se sépare après un premier partage. Les chouans regagnent ensuite le pays de Melrand où la poudre est redistribuée entre les différentes divisions du Morbihan.